# Laureaat
Een laureaat is een gelauwerd of bekroond persoon. Dit kan bijvoorbeeld een kunstenaar, geleerde of sporter zijn en meer in het algemeen iedere winnaar of persoon die een uitzonderlijke prestatie of verdienste heeft gerealiseerd.

## Oorsprong
Het woord laureaat is afgeleid van het Latijnse woord laurus voor laurier. Meer direct refereert dit naar de lauwerkrans waarmee winnaars werden bekroond. Zo kregen winnaars van de originele Griekse Olympische Spelen naast eeuwige roem ook een lauwerkrans en een palmtak. De Romeinen namen deze gewoonte over en eerden ook hun overwinnaars van veldslagen met een lauwerkrans.